# Київполіграфмаш

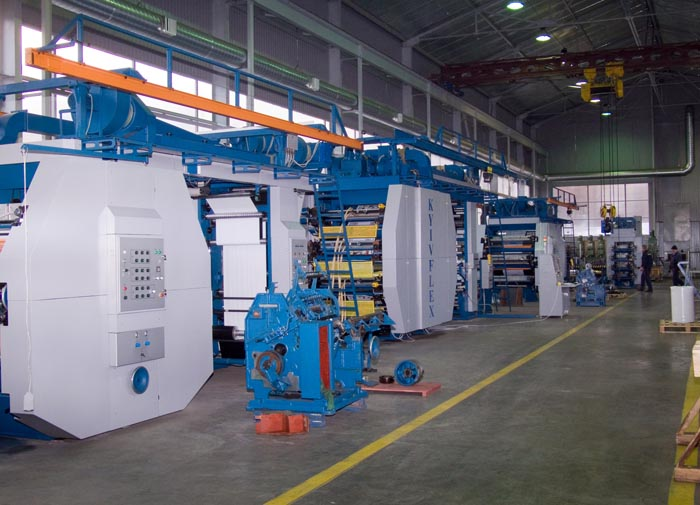
Складальний цех

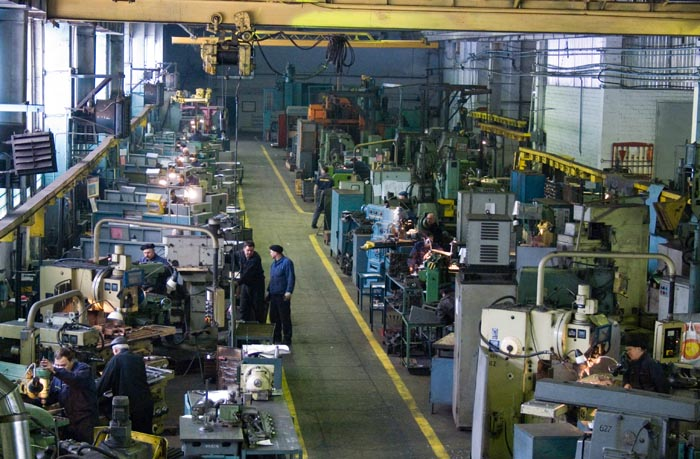
Механічний цех

«Київполіграфма́ш» — завод поліграфічного машинобудування у м. Києві.

## Загальні відомості
Приватне акціонерне товариство «Київполіграфмаш» є правонаступником усіх прав та зобов'язань Відкритого акціонерного товариства «Київполіграфмаш», заснованого згідно з наказом № 1714 від 26 грудня 1994 р. Міністерства машинобудування, військово-промислового комплексу і конверсії України шляхом перетворення державного підприємства «Київський завод поліграфічних машин» у Відкрите акціонерне товариство «Київполіграфмаш» відповідно до Указу Президента України «Про корпоратизацію державних підприємств».
Офіційна назва підприємства українською мовою — Публічне акціонерне товариство «Київполіграфмаш».
Дата заснування Київського заводу поліграфічних машин — 1938 р.. Поліграфічне машинобудування в УРСР включало 5 підприємств: Київський, Харківський, Роменський (Сумська область) заводи поліграфічних машин, створені в довоєнні п'ятирічки, та Одеський і Ходорівський (Львівська область).
У післявоєнний період завод «Київполіграфмаш» був відновлений у 1946 році в Києві на Подолі, і на ньому було організовано виробництво політурно-брошурувальних поліграфічних машин.
Завод став єдиним в колишньому СРСР і провідним у Східній Європі спеціалізованим підприємством з серійного випуску ниткошвейних, фальцювальних і дротошвейних поліграфічних та тарних машин, які постачали майже до 30-ти країн світу.
З 1971 на заводі почався серійний випуск трьох моделей уніфікованого ряду ниткошвейних машин НШ-6. У їх впровадженні у виробництво разом з конструкторами заводу активну участь брали спеціалісти Київської філії «Всесоюзного научно-иследовательского института полиграфического машиностроения» (ВНИИОПИТ), що був розміщений на території заводу з 1971 по 1998 р.
У середині 90-х років розпочався новий етап розвитку підприємства шляхом інтенсивного створення нових видів і моделей машин для пакувальної і поліграфічної промисловості з організацією їхнього дрібносерійного виробництва.
3 1999 р. «Київполіграфмаш» розробляє та виготовляє аркушеві флексодрукарські машини ТПФ-850, а в 2000 р. спільно з ВАТ «УкрНДІСВД» (розробником конструкторської документації) випустило чотирьохфарбову рулонну флексодрукарську машину ФП-600.
У 2001 р. конструктори заводу розробили чотирьохфарбову флексодрукарську машину планетарної побудови ФДР-850 (ж. «Друкарство» № 4 2003 р.).
За останні 15 років на «Київполіграфмаші» власними силами створено й поставлено на серійне виробництво 20 нових моделей складних машин, серед них флексографічні друкарські машини; бобінорізальні машини; промислові ламінатори; друкарсько-висікальні лінії та операційне устаткування для виготовлення гофрокартонної тари, а також нові моделі традиційних дротошвейних, фальцювальних і ниткошвейних поліграфічних машин.
Завдяки цьому завод «Київполіграфмаш» став потужним і мобільним конструкторсько-виробничим центром поліграфічного машинобудування. Крім розвинутого механічно-складального виробництва, на підприємстві здійснюються всі види механічного оброблювання деталей, включно з їхнім термообробленням, гальванічним покриттям та фарбуванням.
Основне виробництво заводу розміщено в 4-х виробничо-побутових спорудах, побудованих у 1957, 1959, 1966, 1984 роках, які розташовані по вулиці Тульчинській,6, а в 2007 році була введена в експлуатацію нова будівля цеху для складання друкарських машин (РБК-Украина, 23.01.2007, Киев, 17:46 Главные новости дня).
Нині підприємство випускає флексодрукарські машини ФДР-850, ФДР-850/6, ФДР-1200/6, ФДР-1000/8, ФДР-420/8;ФДР-210/5; автоматичні лінії з виготовлення задрукованих бандерольних  кілець для грошових банкнот ФДР-210/3БК (розробка 2015 р.); никошвейні машини БНШ-6, БНШ-6А; дротошвейні машини 4БПШ-30/2, 3БПШ-30,3ТПШ-50С(-70С, −120С), 3ТПШ-50Н, бобінорізальні машини 2ПР-1300, 3ПР-1300, 4ПР-1300 (розробка 2013 р.); друкарсько-висікальні лінії ДВЛ-1800; промислові ламінатори ЛБС-1000; преси друкарські позолотні КПП-360; верстати для монтажу флексодрукарських форм СМ-1200.